# Audouin II d'Angoulême
Audouino II o Auduino o Alduino Tagliaferro, conte d'Angoulême (... – 1032), fu conte d'Angoulême dall'1028 alla sua morte.

## Origine
Secondo il monaco e storico, Ademaro di Chabannes, nel suo Ademari Historiarum III, Audouino era il figlio primogenito del conte d'Angouleme, Guglielmo IV e della moglie Gerberga d'Angiò, sorella di Folco Nerra, e figlia del  Conte di Angiò, Goffredo I e di Adele di Troyes.
Sia secondo il monaco e storico, Ademaro di Chabannes, che secondo la Historia Pontificum et Comitum Engolismensis, Guglielmo IV d'Angoulême era l'unico figlio del conte d'Angouleme, Arnoldo Manzer e della prima moglie, Raingarda, di cui non conosciamo gli ascendenti.

## Biografia
Suo padre, Guglielmo, nel 989 aveva fondato un ospedale a sant'Ilario di Poitiers, sul quale, nel 1016, il duca d'Aquitania e conte di Poitiers, Guglielmo V, gli concesse i diritti, e, nel documento di concessione figura anche il nome di Aldouino accanto a quello del padre.
Quando suo padre, Guglielmo IV, nel 1026, fece un pellegrinaggio a Gerusalemme, Aldouino resse il governo della contea.
Nel 1028 circa, il documento n° XIII del Cartulaire de l'église d'Angoulême, riporta di una donazione alla Cattedrale di Angoulême del conte Guglielmo, citato come padre di Audouino (Willelmi, inclitus comes, pater Aldoini comitis).
Sempre in quell'anno, suo padre, Guglielmo diseredò i figli di Audouino, in quanto la moglie di Audouino, Alaisia aveva cercato di avvelenarlo.
Suo padre, Guglielmo, morì il 6 aprile 1028 e, come da sua richiesta fu sepolto nell'Abbazia di San Cybard, accanto ai suoi ascendenti; anche Ademaro di Chabannes riporta la morte di Guglielmo il 6 aprile 1028, e relativa sepoltura, inoltre ci informa, che il figlio Audouino, fece mettere una lapide in cui era scritto che morì al ritorno da un pellegrinaggio a Gerusalemme (Guillermus, Comes Engolismae, qui ipso anno, quo venit de Jerusalem, obiit in pace).
Audouino succedette a Guglielmo IV, precisando che governò la contea per quattro anni (Auduinus post mortem Guillermi patris sui quatuor annis Consulatum tenuit).
Aldouino morì dopo quattro anni e, secondo la Historia Pontificum et Comitum Engolismensis, gli succedette il fratello, Goffredo (Successit in Consulatum Auduino Gaufridus seu Josfredus frater ejus), in quanto i figli di Audouino erano stati diseredati.

## Matrimonio e discendenza
Il monaco e storico, Ademaro di Chabannes, riporta che Audouino aveva sposato la nobile Alaisia (uxoris suae nibilissimae, comitissæ Alaiziæ), che aveva portato in dote Fronsac (castro Fronciaco); secondo Frédéric Boutoulle, nel suo La généalogie des premiers vicomtes de Fronsac d’après la Chronique de Guîtres (Xe-XIe siècles), Alaisia (Alaaz o Alairia) era figlia del visconte di Fronsac, Grimoardo e della moglie Dia o Dea o Deda di Montignac, confermando che aveva portato in dote Fronsac. Sempre Frédéric Boutoulle, ricorda che molti storici della Guascogna, hanno sostenuto che Alaisia era l'unica figlia del duca di Guascogna e conte di Bordeaux, Sancho Guglielmo; anche le Europäische Stammtafeln, vol III, pag. 817 (non consultate), confermano che Alaisia, figlia del duca Sancho Guglielmo e della moglie di cui non si conoscono né il nome né gli ascendenti era la moglie di Audouino. Ancora Frédéric Boutoulle, ricorda che Alaisia avrebbe tentato di avvelenare il suocero, Guglielmo IV.
Audouino da Alaisia ebbe tre figli:
- Berengario ( † 1036), che secondo la Historia monasterii S. Severi, tome II, reclamò il ducato di Guascogna contro Oddone[19] e che secondo le Europäische Stammtafeln[18], vol III, pag. 563 (non consultate), nel 1032 era duca di Guascogna[7].
- Guglielmo ( † dopo il  1060), che aveva ricevuto in dono dal padre, metà del feudo di Fronsac[17].
- Arnaldo, citato in un documento del Cartulaire de l'Abbaye de Saint-Amant-de-Boixe, assieme al nonno Guglielmo al padre Audouino ed al fratello, Guglielmo[7].

## Ascendenza
|                          |                  |                       | Genitori                 |  |  | Nonni |  |  | Bisnonni                 |  |  | Trisnonni            |  |
|                          |                  |                       |                          |  |  |       |  |  | Guglielmo II d'Angoulême |  |  | Audoin I d'Angoulême |  |
|                          |                  |                       |                          |  |  |       |  |  | Guglielmo II d'Angoulême |  |  | Audoin I d'Angoulême |  |
|                          |                  | …                     |                          |  |  |       |  |  | Guglielmo II d'Angoulême |  |  |                      |  |
| Arnoldo d'Angoulême      |                  |                       |                          |  |  |       |  |  | Guglielmo II d'Angoulême |  |  |                      |  |
|                          |                  | …                     | …                        |  |  |       |  |  |                          |  |  |                      |  |
|                          |                  | …                     | …                        |  |  |       |  |  |                          |  |  |                      |  |
|                          |                  | …                     | …                        |  |  |       |  |  |                          |  |  |                      |  |
| Guglielmo IV d'Angoulême |                  | …                     |                          |  |  |       |  |  |                          |  |  |                      |  |
|                          |                  | …                     | …                        |  |  |       |  |  |                          |  |  |                      |  |
|                          |                  | …                     | …                        |  |  |       |  |  |                          |  |  |                      |  |
|                          |                  | …                     | …                        |  |  |       |  |  |                          |  |  |                      |  |
| Raingarda                |                  | …                     |                          |  |  |       |  |  |                          |  |  |                      |  |
|                          |                  | …                     | …                        |  |  |       |  |  |                          |  |  |                      |  |
|                          |                  | …                     | …                        |  |  |       |  |  |                          |  |  |                      |  |
|                          |                  | …                     | …                        |  |  |       |  |  |                          |  |  |                      |  |
| Audouin II d'Angoulême   |                  | …                     |                          |  |  |       |  |  |                          |  |  |                      |  |
|                          | Folco II d'Angiò | Folco I d'Angiò       |                          |  |  |       |  |  |                          |  |  |                      |  |
|                          | Folco II d'Angiò | Folco I d'Angiò       |                          |  |  |       |  |  |                          |  |  |                      |  |
|                          | Folco II d'Angiò | Rosalia di Loches     |                          |  |  |       |  |  |                          |  |  |                      |  |
| Goffredo I d'Angiò       | Folco II d'Angiò |                       |                          |  |  |       |  |  |                          |  |  |                      |  |
|                          |                  | Gerberga              | …                        |  |  |       |  |  |                          |  |  |                      |  |
|                          |                  | Gerberga              | …                        |  |  |       |  |  |                          |  |  |                      |  |
|                          |                  | Gerberga              | …                        |  |  |       |  |  |                          |  |  |                      |  |
| Gerberga d'Angiò         |                  | Gerberga              |                          |  |  |       |  |  |                          |  |  |                      |  |
|                          |                  | Roberto di Vermandois | Erberto II di Vermandois |  |  |       |  |  |                          |  |  |                      |  |
|                          |                  | Roberto di Vermandois | Erberto II di Vermandois |  |  |       |  |  |                          |  |  |                      |  |
|                          |                  | Roberto di Vermandois | Adele di Neustria        |  |  |       |  |  |                          |  |  |                      |  |
| Adele di Troyes          |                  | Roberto di Vermandois |                          |  |  |       |  |  |                          |  |  |                      |  |
|                          |                  | Adelaide di Châlon    | Gilberto di Borgogna     |  |  |       |  |  |                          |  |  |                      |  |
|                          |                  | Adelaide di Châlon    | Gilberto di Borgogna     |  |  |       |  |  |                          |  |  |                      |  |
|                          |                  | Adelaide di Châlon    | Ermengarda di Autun      |  |  |       |  |  |                          |  |  |                      |  |
|                          |                  | Adelaide di Châlon    |                          |  |  |       |  |  |                          |  |  |                      |  |

### Fonti primarie
- (LA)  Monumenta Germaniae Historica, Scriptores, tomus IV[collegamento interrotto].
- (LA)  Ademarus Engolismensis, Historiarum Libri Tres.
- (LA)  Historia Pontificum et Comitum Engolismensis.
- (LA)  Cartulaire de l'église d'Angoulême.
- (LA)  Historia monasterii S. Severi, tome II.

### Letteratura storiografica
- (FR)  La généalogie des premiers vicomtes de Fronsac d’après la Chronique de Guîtres (Xe-XIe siècles).
- Louis Halphen, "La Francia dell'XI secolo", cap. XXIV, vol. II (L'espansione islamica e la nascita dell'Europa feudale) della Storia del Mondo Medievale, 1999, pp. 770–806.